# باول كولينز (لاعب كرة قدم)
باول كولينز (بالإنجليزية: Paul Collins)‏ (11 أغسطس 1966 - ) هو لاعب كرة قدم بريطاني في مركز الوسط. لعب مع ويكمب وندررز.